# Guzowy Młyn
Guzowy Młyn (niem. Thurnitzmühle)  – osada w Polsce położona w województwie warmińsko-mazurskim, w powiecie olsztyńskim, w gminie Gietrzwałd, położone nad jeziorem Sarąg. Kiedyś było to najmniejsze sołectwo w Polsce. Nad rzeką stoi młyn a w nim pracuje mała wodna elektrownia poruszana przez stuletnią turbinę. Są to jedyne zabudowania. Obecnie znajduje się tam Gospodarstwo Agroturystyczne. W latach 1975–1998 miejscowość administracyjnie należała do województwa olsztyńskiego.